# Motorische zenuwcel

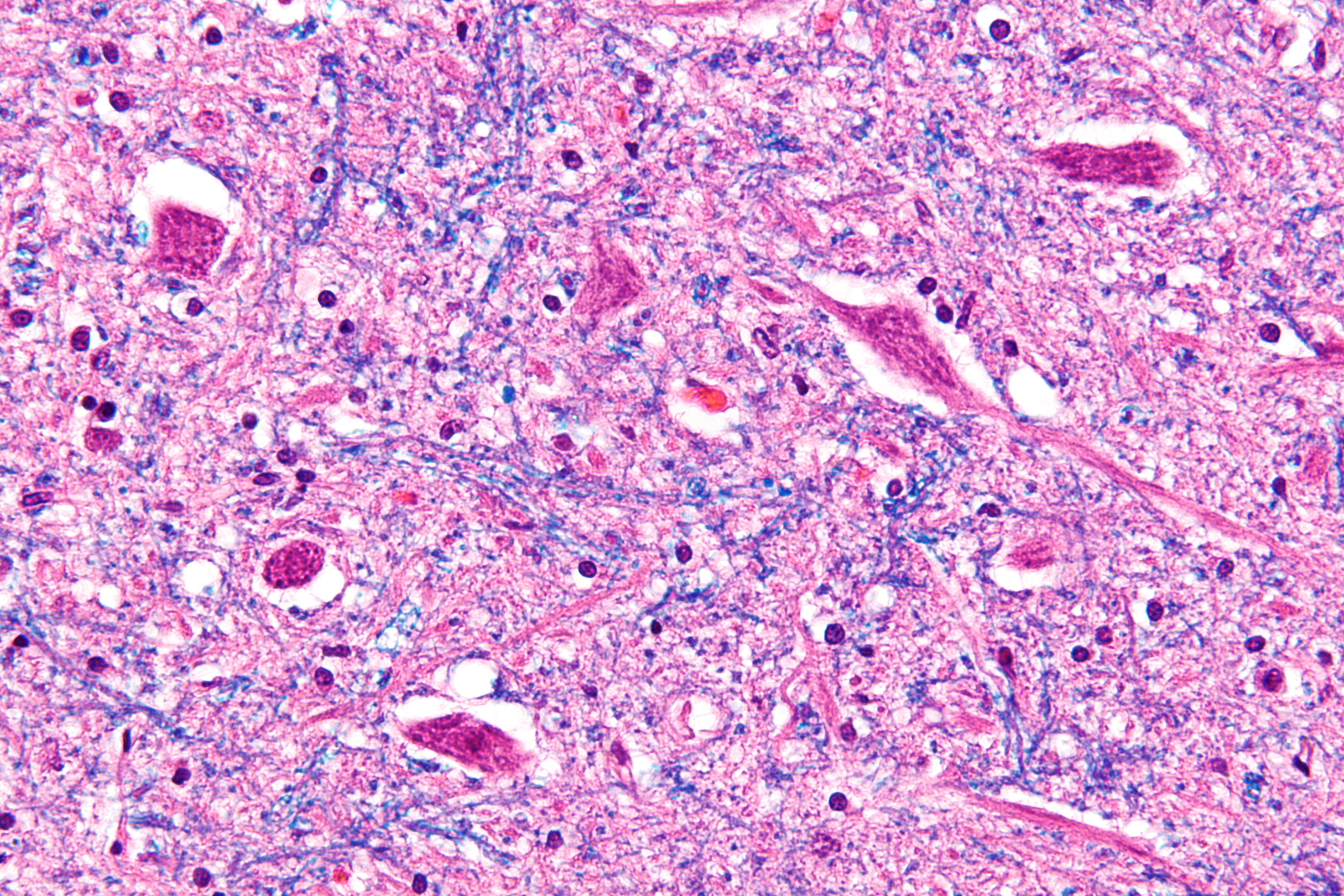
Microscopische opname van de nucleus nervi hypoglossi met motorische neuronen en de kenmerkende grove nisslsubstantie ("tigroid" cytoplasm). H&E-LFB gekleurd.

De motorische zenuwcellen, efferente zenuwcellen, motoneuronen, motorneuronen, motorische neuronen of bewegingszenuwcellen zijn zenuwcellen die impulsen van het centraal zenuwstelsel naar de dwarsgestreepte spieren geleiden. Het cellichaam van deze zenuwcel ligt meestal in de motorische schors van het centraal zenuwstelsel, de hersenstam of het ruggenmerg. De impulsen gaan via het axon van de zenuwcel via het ruggenmerg of buiten het ruggenmerg om naar de betreffende spier, waardoor deze samentrekt of klier. Informatie van sensorische zenuwcellen geven via schakelcellen informatie door aan motorische zenuwcellen.
Een enkel motorisch neuron kan vele spiervezels prikkelen en een spiervezel kan vele actiepotentialen ondergaan in de tijd die nodig is voor een enkele spiersamentrekking. Als gevolg hiervan, als een actiepotentiaal aankomt voordat een zenuwtrek is voltooid, kunnen de schokken over elkaar heen liggen, hetzij door sommatie of door een tetanische samentrekking. Bij een tetanische samentrekking (contractie) zet de volgende impuls de spiervezel aan tot een contractie voordat deze volledig is ontspannen na een vorige actie. Het effect van een tetanische contractie is een krachtiger contractie. Een tetanische contractie wordt veroorzaakt door constante, zeer hoge frequentie-stimulatie, de actiepotentialen komen zo snel dat individuele schokken niet te onderscheiden zijn, de spanning soepel stijgt en uiteindelijk een plateau bereikt.
Er wordt onderscheid gemaakt in het
- bovenste motorisch neuron (engl. upper motoneuron, UMN of 1. Motoneuron) en het
- onderste motorisch neuron (engl. lower motoneuron, LMN of 2. Motoneuron).

De impuls gaat bij de meeste bewegingen, bijvoorbeeld de aansturing van de spierspanning, vanuit de hersenen via de bovenste motoneuronen naar de onderste motoneuronen en vervolgens naar de spieren. Een uitzondering hierop is bijvoorbeeld de reflexboog van de kniepeesreflex.

## Ontwikkeling
Motorische neuronen beginnen zich vroeg in de embryogenese te ontwikkelen en de motorische functies ontwikkelen zich tot ver in de kindertijd. In de neurale buis worden cellen gespecificeerd op de rostraal-caudale as of op de ventraal-dorsale as. De axonen van de motorische neuronen ontstaan in de vierde week van de ontwikkeling vanuit het ventrale gebied van de ventraal-dorsale as (de basale plaat van de neurale buis). Dit homeodomein staat bekend als het motor neurale progenitor domein (pMN). Transcriptiefactoren omvatten hier Pax6, OLIG2, Nkx-6.1 en Nkx-6.2, die worden gereguleerd door het sonic hedgehog-eiwit (Shh). Het OLIG2 gen is de belangrijkste vanwege de rol bij de bevordering van de Ngn2-expressie en tevens verdere transcriptiefactoren bevordert die geassocieerd zijn met de ontwikkeling van motorische neuronen.
Verdere specificatie van motorische neuronen treedt op wanneer retinoïnezuur, fibroblastgroeifactor, Wnts en TGFb in de verschillende Hox-transcriptiefactoren zijn geïntegreerd. Er zijn 13 Hox-transcriptiefactoren en bepalen samen met de signalen of een motorisch neuron meer rostraal of caudaal van karakter zal zijn. In de wervelkolom, Hox 4-11, behoren motorische neuronen tot een van de vijf motorische kolommen.
| Motorische kolom                   | plaats in het ruggenmerg                                                                            | Doel                     |
| Mediane motorische kolom           | Aanwezig over de hele lengte                                                                        | Axiale spieren           |
| Hypaxiale motorische kolom         | Borstgebied                                                                                         | Huidspieren              |
| Preganglionaire motorische kolom   | Borstgebied                                                                                         | Sympathische zenuwknoop  |
| Laterale motorische kolom          | Arm- en lendengebied (beide gebieden zijn verder onder te verdelen in mediale en laterale domeinen) | Spieren van de ledematen |
| Motorische kolom van het middenrif | Nekgebied                                                                                           | Middenrif                |

## Bovenste motorisch neuron (UMN)

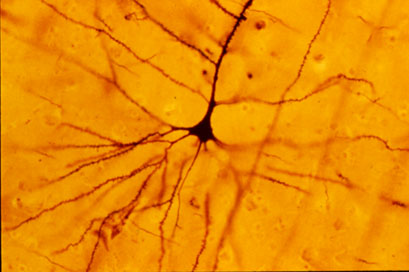
Een betzcel gekleurd met golgikleuring

Het bovenste motorische neuron zorgt voor de door de wil opgelegde beweging en de houding van het lichaam. Het perikaryon, de betzreuzencel bevindt zich in de motorische schors (in de omgeving van de gyrus praecentralis) van de hersenen. De betzcel behoort tot de piramidecellen en de axonen vormen de piramidebaan. Ze gaan bijna nooit rechtstreeks naar de spieren, maar bijna altijd naar het onderste motoneuron, dus de acties van het bovenste motoneuron lopen bijna altijd via het onderste motoneuron in het ruggenmerg. Soms gaan ze rechtstreeks naar de lagere motorische neuronen
Meer in het algemeen bedoelt men met het bovenste motorische neuron, naast de beschreven piramidebanen, ook de extrapyramidaal motorische banen, die beginnen in andere delen van de hersenen.

### Zenuwbanen
Zenuwbanen zijn bundels van axonen en vormen de witte stof. Door de zenuwbanen gaan de actiepotentialen naar de spieren en klieren. In het ruggenmerg gaan door deze naar beneden gaande banen prikkels van verschillende gebieden. In deze banen zitten het begin van de onderste motorische neuronen. De zeven belangrijkste banen zijn:
- Tractus corticospinalis lateralis
- Tractus rubrospinalis
- Tractus reticulospinalis lateralis

Plaats van onderste motorische neuronen in het ruggenmerg

- Tractus vestibulospinalis
- Tractus reticulospinalis medialis
- Tractus tectospinalis
- Tractus corticospinalis anterior

## Onderste motorische neuron (LMN)

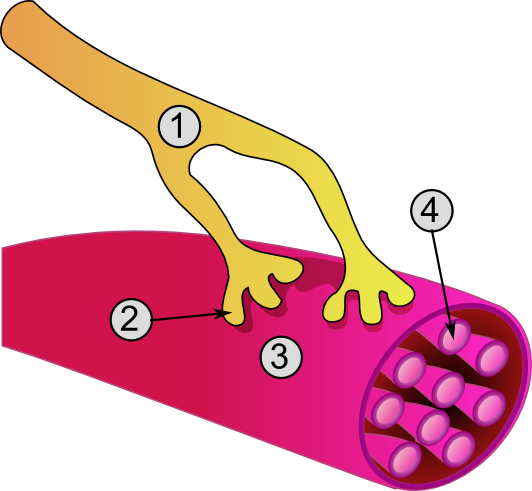
1. Axon
2. Motorische eindplaat
3. Spiervezel
4. Myofibril

Het onderste motorische neuron is de eigenlijke impulsgenerator voor de spieren. De cellichamen van de onderste motorische neuronen voor de spieren van de romp, ledematen en delen van de nekspieren liggen in de voorhoorncellen (cornu anterius, bij viervoetige dieren cornu ventrale genoemd), de grijze massa van het ruggenmerg (medulla spinalis). Deze motorischewortelcellen vormen over de gehele lengte van het ruggenmerg de zogenaamde motorische kernkolom. Bij elk ruggenmergsegment verlaten axonen het wervelkanaal via de spinale zenuw. Deze lopen, verdeeld in meerdere takken, naar de motorische eindplaten van de spieren van het betreffende gebied (myotoom). Voor de dwarsgestreepte spieren van het hoofd liggen de cellichamen in de motorische kernen (nuclei motorii) van de hersenzenuwen.
Het onderste motorische neuron is van de motorische zenuwcellen de basis van alle bewegingen en reflexen.
Een beschadiging van het onderste motorische neuron zorgt voor uitval van de daarbij horende spieren en - wanneer te veel motorische neuronen beschadigd zijn - krachtverlies (parese) en uitval van de betrokken reflexen. Een verminderde reflex kan ook een gevolg zijn van een beschadiging van sensorische neuronen.
Er worden drie hoofdcategorieën onderscheiden:
- Somatische motorische neuronen
- Speciale viscerale motorische neuronen
- Algemene viscerale motorische neuronen

### Somatische motorische neuronen
De somatische motorische neuronen kunnen in drie typen onderverdeeld worden:
- De α-neuronen sturen informatie naar de binnenste extrafusale spiervezels en zorgen voor de samentrekking van de spieren. Hun cellichamen bevinden zich in de ventrale hoorn van het ruggenmerg en worden soms ventrale hoorncellen genoemd. Een enkel motorisch neuron kan met gemiddeld 150 spiervezels een synaps vormen.[8] Het motoneuron en alle spiervezels waarmee het verbonden is, vormen een motorische eenheid. De motorische eenheden worden onderverdeeld in de volgende drie categorieën:.[9]
  - Langzame (Engels: Slow (S)) motoreenheden stimuleren de spiervezeltjes, die langzaam samentrekken en kleine hoeveelheden energie nodig hebben, maar zeer resistent zijn tegen vermoeiing. Ze worden gebruikt om de spiercontractie vast te houden: zoals het recht ophouden van het lichaam. Ze krijgen hun energie door oxidatie. Ze worden ook wel de rode vezels genoemd.[9]
  - Snel vermoeid rakende (Engels: fatiguing (FF)) motoreenheden, die grote groepen spieren stimuleren. Ze geven veel kracht, maar zijn zeer snel vermoeid. Ze worden gebruikt voor het uitvoeren van taken, waarbij kortstondig veel kracht voor nodig is, zoals bij springen of rennen. Ze krijgen hun energie uit glycolytische reacties, waarbij geen zuurstof nodig is. Ze worden de witte vezels genoemd.[9]
  - Snel vermoeidheidsbestendige motoreenheden stimuleren minder grote spiergroepen die niet zo snel reageren als de FF-motoreenheden. Ze kunnen het veel langer volhouden en bieden meer kracht dan de S-motoreenheden. Deze gebruiken zowel oxidatieve als glycolytische reacties voor het verkrijgen van hun energie[9]

Naast een uit eigen beweging skeletspiersamentrekking dragen α-motoneuronen ook bij aan de spierspanning, de continue kracht die wordt gegenereerd door niet samentrekkende spieren om het rekken tegen te gaan. Wanneer een spier wordt uitgerekt, stelt het sensorische neuron in het spierspoeltje de mate van rek vast en stuurt een signaal naar het centrale zenuwstelsel. Het centrale zenuwstelsel activeert α-motorische neuronen in het ruggenmerg, waardoor extrafusale spiervezels samentrekken en daardoor weerstand bieden aan verder uitrekken. Dit proces wordt ook wel de spierrekkingsreflex genoemd.
- De β-neuronen zenden informatie naar de intrafusale spiervezels van de spierspoeltjes, die samenwerken met de extrafusale spiervezels. Er zijn twee typen:
  - langzaam samentrekkende, die informatie sturen naar de extrafusale spiervezels en
  - snel samentrekkende, die informatie sturen naar de intrafusale spiervezels.[10]
- De γ-neuronen zenden informatie naar de intrafusale spiervezels en regelen de gevoeligheid van de lengtereceptoren voor het uitrekken van de spieren. Door de γ-neuronen trekken intrafusale spiervezels zo ver samen dat alleen een kleine rek nodig is voor het activeren van de sensorische neuronen van het spierspoeltje en de rekreflex.
  - Er zijn twee soorten γ-motoneuronen:
    - Dynamisch: deze richten zich op de Bag1-spiervezels en vergroten de dynamische gevoeligheid.
    - Statisch: deze richten zich op de Bag2-spiervezels en vergroten de rekgevoeligheid.[10]
- Regulatie factoren van de onderste motoneuronen:
  - Size Principle (grootteprincipe) - dit heeft betrekking op het cellichaam van het motorische neuron. Dit beperkt grotere neuronen in het ontvangen van een sterker signaal voor het stimuleren van de spiervezels en door zo het onnodige gebruik van spiervezels te verminderen kan het lichaam het energieverbruik optimaliseren.[10]
  - Persistent Inward Current (PIC) (Aanhoudende Inkomende Stroom) - recent dieronderzoek heeft aangetoond dat een constante stroom van ionen zoals calcium en natrium via kanalen in het cellichaam en de dendrieten de synaptische input beïnvloeden. Een alternatieve manier om hieraan te denken is dat het post-synaptische neuron wordt geprimed voordat een impuls wordt ontvangen.[10]
  - After Hyper-polarisation (AHP) (Nahyperpolarisatie) - we zijn allemaal bekend met hyperpolarisatie na een actiepotentiaal. Er is een trend ontdekt die aangeeft dat langzame motorische neuronen voor een bepaalde tijd intensere AHP's hebben. Een manier om dit te onthouden is dat langzame spiervezels kunnen samentrekken met een enkele spiervezel, waardoor de overeenkomstige motoneuronen langzamer prikkels afgeven[10]

#### Motorische eindplaat

A - presynaptisch neuron
B - postsynaptisch neuron
1 - mitochondrion
2 - blaasje vol met neurotransmitter
3 - autoreceptor
4 - synaptische spleet
5 - neurotransmitterreceptor
6 - calciumkanaal
7 - blaasje staat neurotransmitter af
8 - neurotransmitter heropnamepomp

De verbinding tussen een motorische neuron en een spiervezel bestaat uit een gespecialiseerde synaps: de motorische eindplaat (Latijn: terminatio neuromuscularis). Na voldoende stimulatie geeft het motoneuron een neurotransmitterstroom van acetylcholine (ACh) af uit de synaptische blaasjes op de axonuiteinden, dat zich bindt aan het plasmamembraan. De acetylcholinemoleculen binden aan presynaptische receptoren die zich in de synapsspleet van de motorische eindplaat bevinden. Zodra twee acetylcholinereceptoren zijn gebonden, wordt een ionenkanaal geopend en stromen natriumionen de cel in. De instroom van natrium in de cel veroorzaakt depolarisatie en activeert een spierwerkingspotentiaal. T-tubuli van de celmembraan van dwarsgestreept spierweefsel (het sarcolemma), worden vervolgens gestimuleerd om calciumionen vrij te maken uit het sarcoplasmatisch reticulum. De calciumionen binden aan de troponine-complexen op de tropomyosine-draden, waardoor deze draden van de myosine-bindingsplaatsen verschuiven. De myosinekoppen kunnen nu binden, waardoor contractie (spiersamentrekking) mogelijk is. Na de contractie (als er geen actiepotentiaal meer is) gaan de calciumionen terug naar het sarcoplasmatisch reticulum, dat de ionen bewaart tot het volgende actiepotentiaal. De tropomyosinedraden gaan door het tekort aan calcium weer over de myosine-bindingsplaatsen liggen. Het aantal synapsblaasjes dat zich ledigt is afhankelijk van de amplitude (grootte) van de actiepotentiaal.
- In ongewervelden, afhankelijk van de vrijgekomen neurotransmitter en het type receptor dat het bindt, kan de respons in de spiervezel stimulerend of remmend zijn.
- Bij gewervelden kan de reactie van een spiervezel op een neurotransmitter echter alleen samentrekkend zijn. Spierontspanning en remming van spiercontractie bij gewervelde dieren wordt alleen verkregen door remming van het motoneuron zelf. Spierverslappers werken in op de motoneuronen door hun elektrofysiologische activiteit te verlagen of op de acetylcholinereceptoren.

### Speciale viscerale motoneuronen
De speciale viscerale motoneuronen worden ook wel branchiale motorische neuronen genoemd. Ze zijn betrokken bij gelaatsuitdrukkingen, kauwen, uitspraak en slikken en verbonden met de hersenzenuwen: de nervus oculomotorius-, nervus abducens-, nervus trochlearis- en nervus hypoglossus.
| Deel van het zenuwstelsel                                                                              | Positie             | Neurotransmitter |
| --- | ------------------- | ---------------- |
| Somatisch                                                                                              | niet van toepassing | Acetylcholine    |
| Parasympathisch                                                                                        | Preganglionair      | Acetylcholine    |
| Parasympathisch                                                                                        | Ganglionair         | Acetylcholine    |
| Sympathisch                                                                                            | Preganglionair      | Acetylcholine    |
| Sympathisch                                                                                            | Ganglionair         | Noradrenaline*   |
| *Uitgezonderd zijn de spiervezels van zweetklieren en bepaalde bloedvaten Motoneuron-neurotransmitters |                     |                  |

### Algemene viscerale motorische neuronen
Algemene viscerale motorische neuronen prikkelen indirect de hartspier en gladde spieren van de viscera ( de spieren van de slagaders): ze vormen een synaps met neuronen in de ganglia van het autonome zenuwstelsel (sympathisch en parasympathisch) en zo direct de viscerale spieren (en soms ook klieren) prikkelen.
Met als gevolg dat:
- het motorische commando van skeletspieren en viscerale spieren is  monosynaptisch  (waarbij slechts één motorisch neuron betrokken is, respectievelijk somatisch en visceraal).
- het commando van viscerale spieren is  disynaptisch  (waarbij twee neuronen betrokken zijn: het algemene viscerale motorische neuron in het centraal zenuwstelsel, die een synaps vormt met het ganglion van de neuron gelegen in het parasympathische zenuwstelsel, dat een synaps vormt met de spier). Alle motorische neuronen van gewervelden zijn cholinerg, dat wil zeggen dat ze de neurotransmitter acetylcholine afgeven. Parasympathische ganglion-neuronen zijn ook cholinerg, terwijl de meeste sympathische ganglion-neuronen noradrenerg zijn, dat wil zeggen dat ze de neurotransmitter noradrenaline afgeven. (zie tabel)